# Хопман куп 2011.
Међународно егзибиционо такмичење мешовитих парова Хопман куп 2011. одржало се као и раније у Перту у Аустралији од 1. јануара до 8. јануара 2011.
На такмичењу је учествовао осам репрезентација, које су биле подељене у две групе по четири. У свакој групи је играо свако са сваким а првопласиране екипе у групама су одигралеу финални меч за победника купа.

## Учесници

### Носиоци
| 1. Србија – Новак Ђоковић / Ана Ивановић 2. Уједињено Краљевство – Енди Мари / Лаура Робсон | 1. Белгија – Рубен Бемелманс / Жистин Енен 2. Италија – Потито Стараче / Франческа Скјавоне |

### Неносиоци
| 1. Аустралија – Лејтон Хјуит / Алиша Молик 2. Сједињене Државе – Џон Изнер / Бетани Матек Сандс | 1. Француска – Николас Мау / Кристина Младеновић 2. Казахстан – Андреј Голубјев / Јарослава Шведова |

## Група А

### 1. коло
(1. јануар)
| Аустралија               | 2 - 1 | Белгија                      |                |
| ------------------------ | ----- | ---------------------------- | -------------- |
| Алиша Молик              | 0 - 2 | Жистин Енен                  | 4:6, 4:6       |
| Лејтон Хјуит             | 2 - 0 | Рубен Бемелманс              | 6:4, 6:3       |
| Алиша Молик/Лејтон Хјуит | 2 - 1 | Жистин Енен/ Рубен Бемелманс | 1:6, 6:3, 10:8 |

(2. јануар)
| Србија                     | 3 - 0 | Казахстан                          |               |
| -------------------------- | ----- | ---------------------------------- | ------------- |
| Ана Ивановић               | 2 - 0 | Јарослава Шведова                  | 7:6(6), 6:1   |
| Новак Ђоковић              | 2 - 1 | Андреј Голубјев                    | 4:6, 6:3, 6:1 |
| Ана Ивановић/Новак Ђоковић | 2 - 0 | Јарослава Шведова/ Андреј Голубјев | 7:6(2), 6:4   |

### 2. коло
(4. јануар)
| Белгија                     | 3 - 0 | Казахстан                          |                |
| --------------------------- | ----- | ---------------------------------- | -------------- |
| Жистин Енен                 | 2 - 0 | Сесил Каратанчева                  | 6:4, 6:3       |
| Рубен Бемелманс             | 2 - 0 | Андреј Голубјев                    | 6:4, 6:4       |
| Жистин Енен/Рубен Бемелманс | 2 - 1 | Сесил Каратанчева/ Андреј Голубјев | 4:6, 6:2, 10:8 |

| Србија                     | 3 - 0 | Аустралија                |                |
| -------------------------- | ----- | ------------------------- | -------------- |
| Ана Ивановић               | 2 - 0 | Алиша Молик               | 6:4, 6:0       |
| Новак Ђоковић              | 2 - 0 | Лејтон Хјуит              | 6:2, 6:4       |
| Ана Ивановић/Новак Ђоковић | 2 - 1 | Алиша Молик/ Лејтон Хјуит | 6:7, 7:5, 10:6 |

### 3. коло
(6. јануар)
| Аустралија               | 3 - 0 | Казахстан                          |          |
| ------------------------ | ----- | ---------------------------------- | -------- |
| Алиша Молик              | 2 - 0 | Сесил Каратанчева                  | 6:3, 6:2 |
| Лејтон Хјуит             | 2 - 0 | Андреј Голубјев                    | 6:3, 6:3 |
| Алиша Молик/Лејтон Хјуит | -     | Сесил Каратанчева/ Андреј Голубјев | 8:7      |

| Србија                     | 1 - 2 | Белгија                      |                |
| -------------------------- | ----- | ---------------------------- | -------------- |
| Ана Ивановић               | 0 - 2 | Жистин Енен                  | 4:6, 3:6       |
| Новак Ђоковић              | 2 - 0 | Рубен Бемелманс              | 6:3, 6:2       |
| Ана Ивановић/Новак Ђоковић | 1 - 2 | Жистин Енен/ Рубен Бемелманс | 6:3, 4:6, 4:10 |

### Табела групе А
| Пласман | Екипа      | Поб. | Изг. | рез. | Сет  | Гем    |
| ------- | ---------- | ---- | ---- | ---- | ---- | ------ |
| 1.      | Србија     | 2    | 1    | 7–2  | 15–6 | 121–88 |
| 2.      | Белгија    | 2    | 1    | 6–3  | 13–8 | 108–98 |
| 3.      | Аустралија | 2    | 1    | 5–4  | 10–9 | 93–95  |
| 4.      | Казахстан  | 0    | 3    | 0–9  | 2–17 | 73–114 |

## Група Б

### 1. коло
(3. јануар)
| Уједињено Краљевство  | 1 - 2 | Италија                            |                      |
| --------------------- | ----- | ---------------------------------- | -------------------- |
| Лора Робсон           | 0 - 2 | Франческа Скјавоне                 | 5:7, 3:6             |
| Енди Мари             | 2 - 0 | Потито Стараче                     | 7:5, 6:1             |
| Лора Робсон/Енди Мари | 1 - 2 | Франческа Скјавоне/ Потито Стараче | 7:6(1), 6:7(6), 2:10 |

| Сједињене Државе             | 3 - 0 | Француска                       |                |
| ---------------------------- | ----- | ------------------------------- | -------------- |
| Бетани Матек-Сандс           | 2 - 1 | Кристина Младеновић             | 3:6, 6:3, 6:1  |
| Џон Изнер                    | 2 - 0 | Никола Маи                      | 6:3, 7:6(5)    |
| Бетани Матек-Сандс/Џон Изнер | 2 - 1 | Кристина Младеновић/ Никола Маи | 2:6, 6:3, 10:8 |

### 2. коло
(5. јануар)
| Сједињене Државе             | 2 - 1 | Италија                            |                   |
| ---------------------------- | ----- | ---------------------------------- | ----------------- |
| Бетани Матек-Сандс           | 2 - 0 | Франческа Скјавоне                 | 6:4, 6:4          |
| Џон Изнер                    | 2 - 1 | Потито Стараче                     | 7:6, 4:6, 6:4     |
| Бетани Матек-Сандс/Џон Изнер | 1 - 2 | Франческа Скјавоне/ Потито Стараче | 7:6(5), 2:6, 3:10 |

| Уједињено Краљевство  | 1 - 2 | Француска                       |                |
| --------------------- | ----- | ------------------------------- | -------------- |
| Лора Робсон           | 1 - 2 | Кристина Младеновић             | 4:6, 6:3, 0:6  |
| Енди Мари             | 2 - 0 | Никола Маи                      | 7:6(3), 7:6(5) |
| Лора Робсон/Енди Мари | 0 - 2 | Кристина Младеновић/ Никола Маи | 4:6, 2:6       |

### 3. коло
(7. јануар)
| Италија                           | 0 - 3 | Француска                       |                      |
| --------------------------------- | ----- | ------------------------------- | -------------------- |
| Франческа Скјавоне                | 0 - 2 | Кристина Младеновић             | 4:6, 0:6 (предаја)   |
| Потито Стараче                    | 0 - 2 | Никола Маи                      | 3:6, 6:7(2)          |
| Франческа Скјавоне/Потито Стараче | 0 - 2 | Кристина Младеновић/ Никола Маи | 0:6, 0:6 (без борбе) |

| Сједињене Државе             | 2 - 1 | Уједињено Краљевство   |                      |
| ---------------------------- | ----- | ---------------------- | -------------------- |
| Бетани Матек-Сандс           | 2 - 0 | Лора Робсон            | 6:4, 6:2             |
| Џон Изнер                    | 0 - 2 | Енди Мари              | 4:6, 2:6             |
| Бетани Матек-Сандс/Џон Изнер | 2 - 0 | Лора Робсон/ Енди Мари | 6:0, 6:0 (без борбе) |

### Табела групе Б
| Пласман | Екипа                | Поб. | Изг. | рез. | Сет  | Гем    |
| ------- | -------------------- | ---- | ---- | ---- | ---- | ------ |
| 1.      | Сједињене Државе     | 3    | 0    | 7–2  | 15–7 | 117–95 |
| 2.      | Француска            | 2    | 1    | 5–4  | 12–9 | 110–86 |
| 3.      | Италија              | 1    | 2    | 3–6  | 7–14 | 95–121 |
| 4.      | Уједињено Краљевство | 0    | 3    | 3–6  | 8–12 | 88–108 |

## Финале
- Србија се пласирала у финале, као првопласирана из групе А, али је због повреде Ане Ивановић која није могла да одигра финални меч, уместо Србије у финале прошла Белгија као другопласирана из исте групе.

8. јануар
| Белгија                     | 1 - 2 | Сједињене Државе              |            |
| --------------------------- | ----- | ----------------------------- | ---------- |
| Жистин Енен                 | 2-0   | Бетани Матек Сандс            | 7:6(6) 6:3 |
| Рубен Бемелманс             | 0-2   | Џон Изнер                     | 3:6 4:6    |
| Жистин Енен/Рубен Бемелманс | 0-2   | Бетани Матек Сандс /Џон Изнер | 1:6 3:6    |

| Победник Хопман купа 2011. |
| -------------------------- |
| САД 6. Титула              |